# Вокзал на вулиці Відчаю
«Вокзал на вулиці Відчаю» (англ. Perdido Street Station) — другий опублікований роман Чайни М'євіля. Це початок серії, присвяченої світу Бас-Лаґ, у якому існують і магія (яка в оригінальному тексті завжди згадується як «тавматургія»), і технологія. Дія «Вокзалу на вулиці Відчаю» відбувається у місті-державі Новий Кробузон.
Роман був номінований на премії «Неб'юла» та «Г'юго» у 2002 році.

## Сюжет
В одному з інтерв'ю Чайна М'євіль описав книгу як «простіше кажучи, фентезі в альтернативному світі з вікторіанською технологією. Отже, це скоріше не феодальне суспільство, а ранньоіндустріальне капіталістичне, з яскраво вираженими рисами загниваючої поліційної держави».
Тіньовий ділок пан Пістрявий замовляє скульптуру у мисткині Лін, що належить до раси хепрі. Водночас коханець Лін, Айзек Ден дер Ґрімнебулін, науковець, також повинен вирішити складне завдання. До нього звернувся гаруда Яґарек з проханням знову навчити його літати. Крила гаруди були відрубані як покарання за злочин, який, за словами гаруди, не має аналогів у людському суспільстві. Айзек, заінтригований складністю цього, здавалося б, нездійсненного завдання, починає скуповувати різноманітних літаючих істот для вивчення. Один зі зразків — дивна гусінь, вкрадена з секретного дослідницького центру. Випадково з'ясовується, що єдина їжа, яку здатна засвоювати ця дивна істота, — наркотик «сон-трута». Айзек починає годувати гусінь, тим самим викликаючи перетворення її на величезну смертельно небезпечну комаху. Метелик харчується снами розумних істот; знищуючи розум, залишає лише безпорадні тіла. Пізніше виявилося що «сон-трута» насправді — щось на кшталт «молока» дорослих особин того ж виду. Чотири інші гусені були продані після закриття урядової дослідницької програми пана Попуррі. Як тільки п'ятий метелик повністю трансформувався, він знаходить та звільнює інших. Разом вони стають страшною небезпекою для Нового Кробузона, поки Айзек не знаходить спосіб зупинити їх.

## Персонажі
- Айзек Ден дер Ґрімнебулін (англ. Isaac Dan der Grimnebulin), науковець, фахівець з фізики, математики, протигеотропної тавматургії та теорії об'єднаного поля, розробляє теорію «кризової енергії». Вік невідомий, близько п'ятдесяти земних років. Відрізняється вельми міцною статурою, що разом з його високим зростом та гарячою вдачею, здійснює іноді лякаюче враження. Невгамовно жадібний до будь-яких знань. Коханець Лін та близький друг Дерхан Сумолок.
- Яґарек (англ. Yagharek), вигнаний з племені гаруда. Був покараний відпилюванням крил за «позбавлення вибору другого ступеня з надзвичайною неповагою». Прибув у Новий Кробузон з південної пустелі Цимек у пошуках людини, яка допоможе йому знову навчитися літати, не має значення яким способом (і чого б це не коштувало).
- Лін (англ. Lin), кохана Айзека, представниця жукоголового народу хепрі. Відрізняється особливим талантом у створенні скульптур з в'язкого секрету особливих залоз на задньому кінці голови-скарабея (т. зв. «хепрійської слини»). Втекла з застиглого в ізоляції суспільства собі подібних заради життя серед людей. У поведінці авангардна, але разом з тим безумовно жіночна.
- Дерхан Сумолок (англ. Derkhan Blueday), жінка, відома в колах богеми як дотепна художня критикиня, а серед простого народу — як безжалісна та їдка авторка-революціонерка.
- Лемюель Голуб (англ. Lemuel Pigeon), професійний посередник. Вік близько тридцяти земних років, блондин, одягається у кричущі кольори (малиновий піджак, жовтий жилет), очевидно, модні серед йому подібних. Займає порівняно високе положення у злочинній ієрархії Нового Кробузона, провертає величезну кількість угод різного ступеня незаконності. Людина, практично позбавлена принципів, усі його моральні цінності — це зобов'язання виконуючої сторони перед замовником. Немає оплати — немає зобов'язань.
- Пан Пістрявий (англ. Mr. Motley), один з найвпливовіших наркоторговців Нового Кробузона. Знаходиться на вершині злочинної ієрархії міста, контролює (або має можливість контролювати) більшу частину життєдіяльності міста. Має владу, близьку до абсолютної, має особисті дирижаблі, особистих біотавматургів, особисті загони, призначені для виконання найнезвичайніших завдань. При цьому має власну філософську теорію, згідно з якою багаторазово переробив власне тіло, покращивши його функціонально (багаторазово продублював внутрішні органи) та естетично (зливши в собі окремі частини майже усіх живих істот, володіє багатьма найрізноманітнішими кінцівками, очима, ротами й т. п.). Захоплюється своєю збоченою естетикою, нарцис.
- Бентам Радґаттер (англ. Bentham Rudgutter), мер міста-держави Нового Кробузона. З метою підтримки нормального функціонування міста має постійний вихід на більшість великих злочинних угруповань. Спритний політик та дипломат.
- Монтджон Рятуй (англ. Montjohn Rescue), представник спільноти рукохапів (розумних паразитів, які контролюють тіла носіїв). Формально працює заступником мера (справжній Монтджон Рятуй був відданий рукохапу після невдалої спроби зайняти місце мера), також є сполучною ланкою між адміністрацією та нечисленними рукохапами міста.
- Рада Конструктів (англ. Construct Council), розподілений штучний інтелект, мимовільно утворений на міському звалищі через декілька помилок у конструкції й програмах. Усвідомивши себе, почав добудовувати та вдосконалювати власну схему, а також розповсюджувати розумність через відданих йому людей (програмістів, механіків). Об'єднує в собі багато конструктів (парових роботів, спочатку розроблених для виконання примітивних операцій: прибирання, прання etc.) Нового Кробузона.
- Ткач (англ. The Weaver), надрозумна павукоподібна істота, естет, який виділяється вражаючим інтелектом та чудотворною силою. Володіє потужним телепатичним потенціалом, величезними розмірами, значною кількістю кінцівок та очей, абсолютно нелюдською логікою. За ним одному відомих причин може повільно розірвати людину на шматки, вдягнути її у найкращий костюм на світі, або і те, і інше. З великою симпатією ставиться до Айзека Ґрімнебуліна, оскільки вважає, що його зусилля «прикрашають візерунок світового павутиння».

## Український переклад
- Чайна М’євіль.  Вокзал на вулиці Відчаю / пер. з анг. Дар'я Беззадіна і Наталія Сліпенко. — Тернопіль : Навчальна книга — Богдан, 2019. — 560 с. — ISBN 978-966-10-5932-9.[2]